# Ordinary (Alex Warren)
Ordinary è un singolo del cantante statunitense Alex Warren, pubblicato il 7 febbraio 2025 e incluso nel primo EP You'll Be Alright, Kid (Chapter 1).
È il primo estratto dall'edizione estesa del primo album in studio You'll Be Alright, Kid ed è stato candidato per il Kids' Choice Award alla canzone virale preferita del 2025.

## Descrizione
Ordinary, dedicata a una ragazza capace di «rendere la vita straordinaria», in particolar modo alla moglie, è stata descritta da Rockol, Billboard e Newsic come una ballata pop barocca e pop rock.
Il testo celebra un amore intenso e trascendente, capace di trasformare la quotidianità in qualcosa di «straordinario e quasi sacro». Sono inoltre presenti metafore religiose universali e immagini evocative.

## Promozione
Alex Warren ha fatto il suo debutto televisivo agli American Music Awards col brano il 26 maggio 2025.

## Video musicale
Il video, diretto da B Barone, è stato reso disponibile il 21 febbraio 2025 attraverso il canale YouTube dell'artista.

## Tracce
Testi e musiche di Alex Warren, Adam Yaron, Cal Shapiro e Mags Duval.
Download digitale, streaming
1. Ordinary – 3:06

Download digitale, streaming – Wedding Version
1. Ordinary (Wedding Version) – 3:06

## Formazione
Hanno partecipato alle registrazioni, secondo le note di copertina:
- Alex Warren – voce
- Adam Yaron – chitarra, basso, programmazione batteria, programmazione sintetizzatore, pianoforte, cori, produzione, coordinazione produzione, ingegneria del suono
- Cal Shapiro – cori, ingegneria del suono
- Mags Duval – cori
- Randy Merrill – mastering
- Alex Ghenea – missaggio

## Successo commerciale
Ordinary è stato il brano più popolare mondialmente nel periodo compreso tra il 25 aprile e il 1º maggio 2025 sulla base del consumo di musica rilevato da Luminate Data, pari a 82,5 milioni di stream e 6 000 copie digitali. Ha conservato la prima posizione della classifica per una terza, quarta, quinta, sesta, settima, ottava, nona e decima settimana consecutiva con rispettivamente 69,5, 69,7, 70,1, 70,2, 70,4, 68,9, 65,9 e 66 milioni di ascolti in streaming, e 12 000, 11 000, 13 000, 12 000 e 11 000 download effettuati.
Ha raggiunto la cima della Official Singles Chart dopo aver aumentato del 45,37% le proprie unità a 49 541, salendo così dalla 2ª posizione e diventando la sua prima numero uno nella hit parade britannica. È stata la sua quarta canzone a essere certificata argento dalla British Phonographic Industry per le oltre 200 000 unità vendute, dopo aver raggiunto al suo totale ulteriori 62 369 esemplari nel corso della settimana successiva; Ordinary ha così mantenuto il controllo della Official Singles Chart, registrando il numero più alto di vendite per una numero uno in tredici settimane. È rimasto fermo alla vetta per una terza settimana di fila con 71 522 unità, il miglior risultato in termini di vendite in più di meta anno (brani natalizi esclusi). Ha dominato la classifica per una quarta settimana, accumulando il numero di vendite più alto dell'anno in sette giorni (73 490). È poi diventata la numero uno longeva dell'anno e quella di un uomo da Stick Season di Noah Kahan, rimasta ferma alla posizione per sette settimane agli inizi del 2024. Ha trascorso una sesta, settima, ottava e nona settimana al numero uno con rispettivamente 66 007, 69 243, 65 972 e 66 035 unità; è dunque risultata la numero uno di un solista maschile statunitense più duratura alla prima posizione della graduatoria britannica in oltre sessanta anni, superando It's Now or Never di Elvis Presley (1960). Ordinary ha poi aggiunto al suo totale altre 63 651 unità, unendosi ad As It Was di Harry Styles (2022), Flowers di Miley Cyrus e Sprinter di Dave e Central Cee (2023) come le uniche hit ad aver trascorso dieci settimane in cima alla Official Singles Chart negli anni venti. Ha poi eguagliato Bad Habits di Ed Sheeran per il titolo più duraturo al numero uno nel Regno Unito (undici settimane) nel suddetto decennio con 61 286 unità. Ordinary è infine diventata la numero uno più longeva dell'anno e del decennio in suolo britannico, dopo aver completato tre mesi consecutivi in vetta alla hit parade della OCC; si tratta inoltre della composizione di un statunitense col maggior numero di settimane trascorse in prima posizione di fila. Ha totalizzato una tredicesima settimana non consecutiva al numero uno in classifica con 59 221 copie, dopo aver spodestato Manchild di Sabrina Carpenter.
Ha inoltre raggiunto la top ten della Billboard Hot 100 nella pubblicazione del 19 aprile 2025, scalandola fino al 7º posto; l'esito è stato conseguito con 20,4 milioni di stream, un'audience radiofonica pari a 8,3 milioni e 6 000 copie digitali vendute. La settimana dopo è entrato nella top five con 13,2 milioni di ascoltatori radiofonici e 6 000 download, giungendo così in cima alla Digital Songs. Ha in seguito raggiunto il podio della graduatoria con 21 milioni di riproduzioni streaming e 7 000 vendite digitali. È salito alla 2ª posizione nella pubblicazione del 10 maggio seguente con 21,5 milioni di ascolti in streaming, 7 000 download digitali e un'audience in radio pari a 19,7 milioni. Ha mantenuto lo stesso posto nella pubblicazione seguita con 21,7 milioni di stream, 7 000 vendite e un'audience radiofonica pari a 30,9 milioni. Nella pubblicazione del 7 giugno è giunto in cima alla classifica con 21 milioni di stream, 43,5 milioni di ascoltatori radiofonici e 8 000 download contabilizzati; è inoltre stato il brano più scaricato per una quinta settimana non consecutiva e si è fermato al numero uno nella Adult Top 40. È stato il primo a occupare la neonata Songs of the Summer di Billboard nello stesso periodo.
È rimasto in testa alla Hot 100 e alla Summer Songs per una seconda settimana consecutiva, grazie a 21,5 milioni (+3%) di stream, 48,1 milioni (+11%) di audience radiofonica e 7 000 copie comprate. Ha accumulato la medesima quantità di copie vendute nei sette giorni successivi, trascorrendo così una settima settimana al numero uno nella graduatoria dei brani più acquistati negli Stati Uniti d'America secondo Luminate Data; inoltre, nello stesso periodo è cresciuto del 12% in termini di ascoltatori radio (54 milioni) e ha mantenuto il controllo della hit parade estiva di Billboard. Ha trascorso una terza settimana in cima alla graduatoria dopo aver sostituito Manchild della Carpenter; nei sette giorni ha conseguito 20,4 milioni di stream, 61,5 milioni di ascoltatori radiofonici e 7 000 download effettuati. Ordinary ha mantenuto la medesima posizione con 19,8 milioni di riproduzioni streaming, 64,2 milioni di audience radiofonica e 6 000 vendite digitali; è così rimasto in cima alla Radio Songs per due settimane consecutive e una quinta nella Summer Songs. È ritornato alla prima posizione della Digital Songs la settimana seguente con 7 000 download rilevati; a ciò si sono aggiunti 20,2 milioni di riproduzioni streaming e 69,7 milioni di ascoltatori radiofonici, fattori sufficienti per farlo rimanere in cima alla Hot 100 per una quinta volta e alla Summer Songs per la sesta. È stato il primo brano dell'anno e il primo da A Bar Song (Tipsy) di Shaboozey a superare un'audience radiofonica pari a 70 milioni in una settimana: ha così mantenuto la prima posizione della classifica generale e di quella estiva con 19,1 milioni di stream e 6 000 copie digitali. Ordinary stato il 9º singolo ad aver raccolto la più grande quantità di stream (319,3 milioni) negli Stati Uniti d'America durante il primo semestre dell'anno secondo le dichiarazioni di Luminate Data.
Ha totalizzato una settima settimana in cima alla Hot 100 e un'ottava alla Summer Songs con 19,6 milioni di riproduzioni streaming, 73 milioni di audience radiofonica e 6 000 copie digitali. Ordinary ha mantenuto la prima posizione di entrambe le classifiche durante la settimana d'uscita di You'll Be Alright, Kid con 20,7 milioni di stream, 74 milioni di ascoltatori radiofonici e 6 000 download effettuati. È rimasto fermo alla vetta della Hot 100 per una nona settimana, favorito da 73,3 milioni di audience radiofonica, 19,4 milioni di ascolti streaming e 6 000 copie vendute.

## Classifiche
| Classifica (2025)   | Posizione massima |
| ------------------- | ----------------- |
| Australia           | 1                 |
| Austria             | 1                 |
| Belgio (Fiandre)    | 1                 |
| Belgio (Vallonia)   | 1                 |
| Bielorussia         | 51                |
| Brasile             | 18                |
| Bulgaria            | 6                 |
| Canada              | 1                 |
| Danimarca           | 1                 |
| Emirati Arabi Uniti | 5                 |
| Estonia             | 1                 |
| Finlandia           | 30                |
| Francia             | 10                |
| Germania            | 1                 |
| Giamaica            | 10                |
| Grecia              | 3                 |
| India               | 13                |
| Irlanda             | 1                 |
| Islanda             | 1                 |
| Israele             | 14                |
| Italia              | 7                 |
| Kazakistan          | 12                |
| Lettonia            | 1                 |
| Libano              | 2                 |
| Lituania            | 15                |
| Lussemburgo         | 1                 |
| Medio Oriente       | 17                |
| Moldavia            | 123               |
| Nigeria             | 37                |
| Norvegia            | 1                 |
| Nuova Zelanda       | 1                 |
| Paesi Bassi         | 1                 |
| Polonia             | 8                 |
| Portogallo          | 1                 |
| Regno Unito         | 1                 |
| Repubblica Ceca     | 1                 |
| Romania             | 3                 |
| Russia              | 101               |
| Singapore           | 16                |
| Slovacchia          | 3                 |
| Spagna              | 35                |
| Stati Uniti         | 1                 |
| Sudafrica           | 2                 |
| Svezia              | 2                 |
| Svizzera            | 1                 |
| Ucraina             | 7                 |
| Ungheria            | 5                 |

## Date di pubblicazione
| Paese                 | Data             | Formato                      | Versione        | Etichetta    | Nota   |
| --------------------- | ---------------- | ---------------------------- | --------------- | ------------ | ------ |
| Mondo                 | 7 febbraio 2025  | Download digitale, streaming | Originale       | Atlantic     | [ 84 ] |
| Italia                | 21 febbraio 2025 | Contemporary hit radio       | Originale       | Warner Italy | [ 85 ] |
| Mondo                 | 18 marzo 2025    | Download digitale, streaming | Wedding Version | Atlantic     | [ 86 ] |
| Stati Uniti d'America | 26 marzo 2025    | Contemporary hit radio       | Originale       | Atlantic     | [ 87 ] |
| Stati Uniti d'America | maggio 2025      | CD                           | Originale       | Atlantic     | [ 22 ] |

## Riconoscimenti
- MTV Video Music Awards[88]
  - 2025 – Candidatura alla canzone dell'anno
  - 2025 – Candidatura al miglior video pop